# Aleksander Bobek
Aleksander Bobek (* 7. April 2004 in Łódź) ist ein polnischer Fußballspieler, der als Torwart spielt.

## Karriere

### Verein
Bobek begann seine Karriere in der Jugendabteilung von ŁKS ŁódźU 19. Am 18. September 2022 gab er sein Debüt in der ersten Mannschaft von ŁKS Łódź gegen Podbeskidzie Bielsko-Biała in der Fortuna 1 Liga, das Spiel endete 1:1. Die Saison 2022/23 konnte ŁKS Łódź den 1. Platz mit 66 Punkten und einer Tordifferenz von +22 Toren erreichen, dadurch stieg man in die Ekstraklasa auf und spielt in der Saison 2023/24 erstklassig.

### Nationalmannschaft
Bobek ist Teil der polnischen U19-Nationalmannschaft, für die er bisher 2 Länderspiele bestritten hat. Sein Debüt gab er am 23. November 2022 gegen U19 Deutschland, welches man 0:3 verlor.

## Erfolge
ŁKS Łódź
- Aufstieg in die Ekstraklasa Saison 2023/24